# Sobre los cuentos de hadas
Sobre los cuentos de hadas es un ensayo del escritor británico J. R. R. Tolkien que trata sobre los cuentos de hadas como género literario. Fue escrito en un principio para su presentación por Tolkien como la «lección Andrew Lang» de 1939 en la Universidad de St. Andrews, en Escocia.
Apareció impreso por primera vez, con algunas mejoras, en 1947, en un Festschrift titulado Ensayos presentados a Charles Williams, recopilados por C. S. Lewis. Charles Williams, un amigo de Lewis, había sido trasladado con el resto del personal de Oxford University Press desde Londres a Oxford durante los bombardeos sobre Londres de la Segunda Guerra Mundial. Esto le permitió participar en las reuniones de los Inklings con Lewis y Tolkien. Se pretendía presentar a Wiliams el volumen de ensayos al regreso del personal de Oxford University Press a Londres al final de la Guerra. Sin embargo, Williams murió de manera repentina el 15 de mayo de 1945, y el libro fue publicado como memorial. Sobre los cuentos de hadas fue publicado posteriormente junto con el relato Hoja, de Niggle en el volumen titulado Árbol y Hoja, así como en la recopilación publicada en 1966 con el título The Tolkien Reader.
El ensayo, tal y como aparece en Árbol y Hoja, tiene una longitud de 60 páginas, incluyendo unas diez de notas. Sobre los cuentos de hadas es relevante porque contiene la explicación de Tolkien de su filosofía sobre el género fantástico y sus pensamientos sobre la creación de los mitos («mitopoiesis»). Lo que es más, el ensayo es un análisis temprano de la ficción especulativa de mano de uno de los autores más importantes del género.

## Contexto literario
Tolkien estuvo entre los pioneros del género que hoy llamaríamos «género fantástico». En particular, sus historias, junto con las de C. S. Lewis, fueron de las primeras en establecer la convención de un mundo o universo alternativo como recurso fundamental de la ficción especulativa. La primera literatura moderna en compartir elementos con el estilo de Tolkien, como la ciencia ficción de H. G. Wells o la novela gótica de Mary Shelley, se desarrolla en un mundo plenamente reconocible, en el que el autor introduce un único elemento fantástico. Tolkien derivó desde ese estilo hasta regresar al mito y al reino folclórico de las hadas para crear mundos caracterizados por su consistente integridad de diseño y elaborado detalle. Señaló en varias ocasiones en sus escritos privados que consideraba sus historias sobre la Tierra Media una parte de la antigua historia de nuestro planeta.

## Contenido
El ensayo Sobre los cuentos de hadas es un intento de explicar y defender el género de los «cuentos de hadas» (“fairy stories” en el original inglés) para lo que empieza por distinguirlos con cuidado de los «cuentos de viajes» (“traveller's tales”, como Los viajes de Gulliver, de Jonathan Swift); la «ciencia ficción» (“science fiction”, como La máquina del tiempo de H. G. Wells); las «fábulas» (“beast tales”, como las de Esopo o El cuento de Perico, el conejo travieso, de Beatrix Potter); o las «historias oníricas» (“dream stories”, como Las aventuras de Alicia en el país de las maravillas, de Lewis Carroll). Una piedra de toque del auténtico cuento de hadas es que se presenta de manera totalmente creíble:

It is at any rate essential to a genuine fairy-story, as distinct from the employment of this form for lesser or debased purposes, that it should be presented as ‘true.’ [...] But since the fairy-story deals with ‘marvels,’ it cannot tolerate any frame or machinery suggesting that the whole framework in which they occur is a figment or illusion.
De todas formas, es esencial que, si se pretende diferenciar un genuino cuento de hadas de otros usos de este género que ofrecen miras más estrechas y plebeyas, se lo presente como «verdadero». [...] Dado, sin embargo, que el cuento de hadas trata de «prodigios», no puede tolerar marco ni mecanismo alguno que sugiera que la historia en que los prodigios se desenvuelven es ilusoria o ficticia.
—J. R. R. Tolkien, Sobre los cuentos de hadas, «Cuentos de hadas».

Remarca que mediante el uso de la fantasía, que iguala a fabulación e imaginación, el autor puede llevar al lector a experimentar un mundo consistente y racional, aunque también completamente extraño. Tolkien llama a esto «un raro logro del Arte», y señala que había sido importante para él como lector: «Fue en los cuentos de hadas donde por vez primera descubrí la potencia de las palabras, y la maravilla de las cosas, como piedra, y madera, y hierro; árbol y césped; casa y fuego; pan y vino». 
Tolkien sugiere que los cuentos de hadas permiten al lector revisar su propio mundo desde «la perspectiva» de un mundo diferente. A este concepto, que tiene mucho en común con la fenomenología, Tolkien lo llama «renovación», en el sentido de que las propias asunciones no cuestionadas pueden ser recuperadas y cambiadas por una perspectiva exterior. En segundo lugar, defiende que los cuentos de hadas ofrecen al lector el placer de la evasión. Y en tercero, Tolkien sugiere que los cuentos de hadas pueden proporcionar consuelo moral o emocional, mediante su final feliz, que él llama una «eucatástrofe».
Como conclusión, Tolkien asevera que un cuento de hadas realmente bueno y representativo está marcado por la alegría:

Far more powerful and poignant is the effect [of joy] in a serious tale of Faerie. In such stories, when the sudden turn comes, we get a piercing glimpse of joy, and heart's desire, that for a moment passes outside the frame, rends indeed the very web of story, and lets a gleam come through.
Este efecto [de la alegría] resulta mucho más poderoso y estremecedor cuando se da en un buen cuento de hadas. Cuando en un relato así llega el repentino desenlace, nos atraviesa un atisbo de gozo, un anhelo del corazón, que por un momento escapa del marco, atraviesa realmente la misma tela de araña de la narración y permite la entrada de un rayo de luz.
—J. R. R. Tolkien, Sobre los cuentos de hadas, «Renovación, evasión y consuelo».

Y como argumento de un epílogo, Tolkien ve el cristianismo participando y satisfaciendo la naturaleza mitológica que se extiende sobre el cosmos:

I would venture to say that approaching the Christian story from this perspective, it has long been my feeling (a joyous feeling) that God redeemed the corrupt making-creatures, men, in a way fitting to this aspect, as to others, of their strange nature. The Gospels contain a fairy-story, or a story of a larger kind which embraces all the essence of fairy-stories. [...] and among its marvels is the greatest and most complete conceivable eucatastrophe. [...] The Birth of Christ is the eucatastrophe of Man's history. The Resurrection is the eucatastrophe of the story of the Incarnation.
Me atrevería a decir que al aproximarme desde este ángulo a la Historia del Cristianismo he tenido siempre la impresión —una impresión jubilosa— de que Dios redimió a los hombres, criaturas caídas y a su vez creadoras, en una forma que respondía a éste tanto como a los otros aspectos de su extraña naturaleza. El Nuevo Testamento ofrece un relato maravilloso, o un relato de género más amplio, que abarca toda la esencia de las historias de fantasía. [...] y entre esas maravillas está la mayor y más completa eucatástrofe que pueda concebirse. [...] El nacimiento de Cristo es la eucatástrofe de la historia del Hombre. La Resurrección es la eucatástrofe de la historia de la Encarnación.
—J. R. R. Tolkien, Sobre los cuentos de hadas, «Epílogo».

#### Ediciones del ensayo

##### En inglés
- TOLKIEN, J. R. R. (junio  de 1966).  C. S. Lewis, ed. Essays Presented to Charles Williams (en inglés). Grand Rapids: Wm. B. Eerdman's. ISBN 0-8028-1117-5. (requiere registro).
- TOLKIEN, J. R. R. (12 de noviembre de 1986). The Tolkien Reader (en inglés) (reissue edition). Nueva York: Del Rey. ISBN 0-345-34506-1.
- TOLKIEN, J. R. R. (5 de febrero de 2001). Tree and Leaf (en inglés). Nueva York: HarperCollins. ISBN 0-00-710504-5.

##### En español
- Tolkien, J. R. R. (febrero de 1998). «Sobre los cuentos de hadas». Los monstruos y los críticos y otros ensayos. trad. Eduardo Segura, rev. Ana Quijada. Barcelona: Minotauro. ISBN 978-84-450-7097-0.